# Áo lụa Hà Đông (phim)
Áo lụa Hà Đông (tựa tiếng Anh: The White Silk Dress) là một bộ phim chiến tranh - tâm lý - tình cảm Việt Nam dài 142 phút của đạo diễn Lưu Huỳnh thực hiện, công chiếu vào năm 2006. Phim có sự tham gia của diễn viên, người mẫu Trương Ngọc Ánh. Bộ phim đã giành giải Cánh diều vàng 2006 hạng mục "Phim truyện nhựa xuất sắc nhất".

## Nội dung
Phim lấy bối cảnh trước năm 1954 tại tỉnh Hà Đông khi cuộc chiến tranh của người Pháp tại miền Bắc Việt Nam đang dần tiến tới hồi kết. Khi những người nông dân nổi dậy giết địa chủ, tiến tới lật đổ chính quyền bù nhìn, Dần (Trương Ngọc Ánh) và Gù (NSUT Quốc Khánh) - hai người hầu nhà địa chủ, tất tả dắt díu nhau vào Nam, mong tìm được nơi để họ có thể sống yên ổn bên nhau, thoát khỏi kiếp tôi tớ cực khổ đọa đày. Tài sản quý giá nhất hai người mang theo là chiếc áo dài bằng lụa Hà Đông mà Gù lấy làm quà cưới Dần. Đó chính là chiếc áo quấn quanh người chú bé Gù khi người địa chủ tìm thấy chú nằm trơ trọi dưới gốc cây đa đầu làng.
Thế nhưng, Hội An lại là điểm dừng chân không định trước của hai người bởi khi vào đến đây, Dần trở dạ sinh đứa con gái đầu lòng. Cô nhóc được lấy tên mảnh đất cơ duyên này làm tên. Mùa mưa đầu tiên chào đón họ trong căn nhà dột nát, nước ngập ngang chân giường, Dần ngồi ru con trong tiếng mưa tưởng như bất tận. Bỗng Gù nhặt lên từ dưới nước chiếc áo dài quý giá của hai vợ chồng, và gói trong đó là một quả cau đã mọc mầm. Quả cau Dần đã trao cho Gù khi hai người thắp hương lạy trời đất cho họ nên vợ nên chồng trong căn nhà hoang khi còn ở quê hương, và nói với anh rằng hãy gieo trồng quả cau này, đến khi nào nó trổ ra buồng cau đầu tiên, cũng là lúc cô chính thức là vợ anh. Hết mưa, nước rút, Gù mang quả cau ra mảnh sân trước nhà vun đất ươm mầm cây, ươm cả hi vọng và tình yêu anh dành cho vợ.
Vài mùa mưa sau, trong nhà đã có tới năm nhân khẩu. Nước vẫn ngập mênh mang từ ngoài đồng ngoài bãi vào đến trong nhà. Ngồi co ro trên giường, Dần giục chồng đặt tên cho đứa con gái thứ ba. Nhìn vào khoảng trời mịt mù trước mắt, Gù nghĩ đến cái tên Lụt. Con cái nhà nghèo, đặt tên xấu cho dễ nuôi. Rồi sau đó, đứa con gái thứ tư chào đời.
Chồng cào hến trên sông, vợ đem ra chợ bán nuôi sống cả gia đình. Tài sản có giá trong nhà giờ thêm chiếc thuyền nhỏ làm phương tiện đánh bắt thêm chút cá hay lượm củi mục trôi sông. Hai đứa con gái lớn, Hội An và Ngô được hai vợ chồng Gù chắt chiu cho đến trường nhưng có nguy cơ phải nghỉ học vì bố mẹ không đủ tiền may áo dài cho con. Nhắm mắt đưa chân, nghĩ đến các con, Dần chấp nhận làm vú nuôi lấy tiền. Nhưng bi kịch ở chỗ, sữa của cô không phải để nuôi một đứa trẻ, mà để ông già Thoòng người Tàu bú.
Mỗi sáng, Dần lại đến làm công việc vú nuôi quái dị của mình, cởi áo, đưa bầu vú qua một ô nhỏ trên bức tường gỗ, phía bên kia, cụ già thất thập cổ lai hy, mồm móm mém chỉ còn vài chiếc răng, đưa miệng bú dòng sữa vốn dành cho con trẻ. Tủi nhục, đau xót, Dần vẫn phải nuốt nước mắt ngày ngày bán đi dòng sữa quý giá cho đến khi bị Gù phát hiện. Giận dữ lồng lộn, anh chửi mắng vợ không tiếc lời. Cực chẳng đã, Dần đành mang chiếc áo dài đính hôn của hai vợ chồng nhờ người cắt lại cho vừa người con gái, rồi miệt mài khâu nên thành chiếc áo mơ ước của hai chị em Hội An và Ngô. Trong lúc mang áo về giữa đêm khuya, Dần bị bắt và tra khảo vì trong giỏ của cô có truyền đơn chống chế độ Việt Nam Cộng hoà. Cô được thả ra sau đó. Một chiếc áo, hai cô bé nhà nghèo đổi nhau mặc tới trường: buổi trưa tan trường, Hội An ba chân bốn cẳng chạy về đổi áo cho em, và Ngô lại ba chân bốn cẳng chạy tới trường cho kịp buổi học chiều.
Gia đình đông con nghèo khó nhưng yêu thương nhau ấy cứ lần hồi sống qua ngày, bữa cháo bữa khoai, nhưng tràn ngập tiếng trẻ thơ ấm áp. Sự hi sinh và tình thương của bố mẹ đã giúp cô bé Hội An viết được một bài văn đạt điểm cao nhất lớp, và chủ đề chính về chiếc áo dài gắn với nhiều kỷ niệm cay đắng, gian truân nhưng cũng vô cùng ngọt ngào của cả gia đình. Cô bé nghẹn ngào đứng đọc bài văn của mình trước cả lớp, nhớ lại từng sự kiện thân yêu gắn liền với chiếc áo. Bất ngờ, một tiếng nổ khủng khiếp xé nát cả không gian, xóa nhòa vĩnh viễn tất cả những gương mặt thân quen vừa hiện diện. Nghe tin trường học bị đánh bom, Dần chạy như điên đến trường, lật tung những tấm chiếu cuồng loạn tìm con. Và cô gào lên thảm thiết, khi nhận ra khuôn mặt đứa con thân yêu nằm đó, trong số những nạn nhân bé nhỏ tội nghiệp của chiến tranh ác nghiệt.
Chiến tranh tàn khốc đã cướp đi sinh mạng của An. Thế nhưng không dừng lại ở đấy, mọi chuyện lại trở nên vô cùng nghiệt ngã. Trong một lần đi cào hến trong mưa lớn, vì muốn vớt vài cành củi để bán lấy tiền may áo dài cho Ngô (đứa con thứ 2), Dần đã bị dòng nước lũ cuốn đi. Thiên tai khắc nghiệt đã cướp đi mạng sống của người mẹ và một lần nữa chiến tranh lại cướp đi sinh mạng của người cha. Trong một lần sơ tán, vì cố gắng tìm kiếm và bảo vệ chiếc áo lụa Hà Đông của vợ, của con gái, anh Gù đã chết trong ngọn lửa của chiến tranh tàn ác.
Câu chuyện kết thúc với hình ảnh đất nước hòa bình năm 1975, thứ mà An đã hỏi bố trước đó: "Bố ơi hòa bình có đẹp không hả bố?". Thế nhưng em không sống được đến khi được hưởng hòa bình.

## Diễn viên
- Trương Ngọc Ánh vai Dần
- NSND Quốc Khánh vai Gù
- Nguyễn Thu Trang vai Hội An
- Trần Thiên Tú vai Ngô
- Đỗ Thu Hằng vai Lụt
- NSND Việt Anh vai Ông Tám
- Tú Trinh vai Bà Tám
- NSƯT Tất Bình vai Ông Phán
- NSND Như Quỳnh vai Bà Phán
- NSND Thanh Vy vai Bà Hiền
- Hà Kiều Anh vai Nhài
- NSƯT Quang Thắng vai Ông Phán lúc trẻ
- Kim Thư vai Người giúp việc
- NSND Hồng Vân vai Bà mụ
- Bình Minh vai Cảnh sát
- Mạc Can vai Ông già chiếu phim
- Ngọc Đặng vai Ông Thoòng

## Âm nhạc
- Phim có sử dụng bài hát "Bài ca dành cho những xác người" của nhạc sĩ Trịnh Công Sơn.
- 1 CD nhạc phim cùng tên do nhạc sĩ Đức Trí biên tập gồm 28 nhạc phẩm do Công ty cổ phần sản xuất thương mại Music Faces (Những gương mặt âm nhạc) sản xuất năm 2007.

## Giải thưởng
- Đại diện cho điện ảnh Việt Nam tham dự đề cử giải Oscar cho phim ngoại ngữ hay nhất lần thứ 80[2]

| Năm  | Giải Thưởng         | Hạng Mục                         | Đề Cử Cho                | Kết Quả   | Chú Thích |
| ---- | ------------------- | -------------------------------- | ------------------------ | --------- | --------- |
| 2006 | Giải Cánh Diều Vàng | Phim truyện nhựa xuất sắc        | Áo lụa Hà Đông           | Đoạt giải | [ 3 ]     |
| 2006 | Giải Cánh Diều Vàng | Nam diễn viên chính xuất sắc     | Quốc Khánh               | Đoạt giải |           |
| 2006 | Giải Cánh Diều Vàng | Đạo diễn phim nhựa xuất sắc      | Lưu Huỳnh                | Đoạt giải |           |
| 2006 | Giải Cánh Diều Vàng | Quay phim xuất sắc               | Trinh Hoan, Nguyễn Tranh | Đoạt giải |           |
| 2006 | Giải Cánh Diều Vàng | Âm thanh xuất sắc                | Des O'Neill              | Đoạt giải |           |
| 2006 | LHP Quốc Tế Busan   | Bình chọn của khán giả           | Lưu Huỳnh                | Đoạt giải | [ 4 ]     |
| 2007 | Giải Mai Vàng       | Nữ diễn viên được yêu thích nhất | Trương Ngọc Ánh          | Đoạt giải |           |

## Trích dẫn
Dần (Trương Ngọc Ánh) trả lời chồng, anh Gù (Quốc Khánh): 
| “ | Bây giờ có phải đi làm đĩ để nuôi chúng ăn học nên người, em cũng không tiếc gì phần em! | ” |

Trong bài văn của Hội An:
| “ | Mẹ tôi bảo áo dài là biểu tượng của sự chịu đựng vô bờ bến. Của những tấm lòng rộng lượng của người phụ nữ Việt Nam. Dù trong hoàn cảnh khó khăn, dù cho chiến tranh bom đạn, có tàn phá thế nào đi nữa. Áo dài phụ nữ Việt Nam vẫn tồn tại và vẫn giữ được vẻ đẹp của nó, vẻ đẹp của phụ nữ Việt Nam, không phải là làn da trắng hay má đỏ môi hồng mà phải nhìn qua những tà áo dài thướt tha, dịu dàng thể hiện lên một tâm hồn trong sạch và tính nết đoan trang của nó. | ” |